# Annika Wendle
Annika Wendle (15 settembre 1997) è una lottatrice tedesca, specializzata nella lotta libera.

## Palmarès
- Europei

Roma 2020: bronzo nei -53 kg.;
- Mondiali universitari

 Goiânia 2018: argento nei -53 kg.;

## Altre competizioni internazionali
2020
- Argento nei 55 kg nella Coppa del mondo individuale ( Belgrado)